# さだまさし 50th Anniversary コンサートツアー2023〜なつかしい未来〜
『さだまさし 50th Anniversary コンサートツアー2023〜なつかしい未来〜』（さだまさし 50th Anniversary コンサートツアー2023〜なつかしいみらい〜）は、2024年4月10日に発表されたさだまさしのライブ・アルバムである。

## 解説
さだまさしのデビュー50周年記念ライヴ・アルバムであり、全4夜にわたるコンサートを音楽作品（CD全9枚からなるCD-BOXと各単体）と映像作品（DVD・Blu-ray各4枚）のそれぞれを発表した。音楽作品（CD）は一夜（2枚組）/二夜（2枚組）/三夜（2枚組）/四夜（3枚組）の各公演別単体商品とCD全9枚をボックスに収納した限定盤があり、映像作品（DVD・Blu-ray）はLPサイズのボックスに収められた4夜セット商品のみで単体売りはない。
各夜はそれぞれコンセプトを設け、一夜が吉田政美との「グレープナイト」、二夜が専属バンドメインの「工務店ナイト」、三夜が管楽器中心の「管もナイト」、四夜が弦楽器中心の「弦もナイト」で構成されている。
50周年記念コンサートツアーは2023年6月14日の大阪・フェスティバルホールを皮切りに、名古屋・日本特殊陶業市民会館、次いで東京・東京国際フォーラム ホールAの3会場で公演され、8月2日に幕を下ろした（本作品は東京公演を収録したものになる）。その後9月から11月まで地方都市20か所でも計26公演（広島、神戸、福岡、さいたま、札幌、仙台ではグレープと合わせ2公演）を行い、翌2024年に再び東京と大阪でアンコール公演を行った。

## 一夜「グレープナイト」
グレープの2人とバックバンドさだ工務店の一部メンバーによる構成。大ネタは「来てくださーい!」。
| #   | タイトル                               | 作詞       | 作曲       | 編曲 | 備考 |
| --- | -------------------------------------- | ---------- | ---------- | ---- | ---- |
| 1.  | 「トーク1)登場」                       |            |            |      |      |
| 2.  | 「雪の朝」                             | さだまさし | さだまさし |      |      |
| 3.  | 「紫陽花の詩」                         | さだまさし | さだまさし |      |      |
| 4.  | 「トーク2)彼がグレーで私がプです」     |            |            |      |      |
| 5.  | 「蝉時雨」                             | さだまさし | さだまさし |      |      |
| 6.  | 「殺風景」                             | さだまさし | さだまさし |      |      |
| 7.  | 「トーク3)お前と組んだ理由がわかった」 |            |            |      |      |
| 8.  | 「春への幻想」                         | さだまさし | さだまさし |      |      |
| 9.  | 「残像」                               | さだまさし | さだまさし |      |      |
| 10. | 「夢の名前」                           | さだまさし | さだまさし |      |      |
| 11. | 「トーク4)横山やすしさんの教え」       |            |            |      |      |
| 12. | 「天人菊」                             | さだまさし | さだまさし |      |      |
| 13. | 「花会式」                             | さだまさし | 吉田政美   |      |      |

| #  | タイトル                               | 作詞       | 作曲       | 編曲 | 備考 |
| -- | -------------------------------------- | ---------- | ---------- | ---- | ---- |
| 1. | 「トーク5)「来てくださーい!」」        |            |            |      |      |
| 2. | 「19才」                               | さだまさし | さだまさし |      |      |
| 3. | 「ひとり占い」                         | さだまさし | さだまさし |      |      |
| 4. | 「交響楽」                             | さだまさし | さだまさし |      |      |
| 5. | 「トーク6)グレープがスカウトされた話」 |            |            |      |      |
| 6. | 「縁切寺」                             | さだまさし | さだまさし |      |      |
| 7. | 「無縁坂」                             | さだまさし | さだまさし |      |      |
| 8. | 「精霊流し」                           | さだまさし | さだまさし |      |      |
| 9. | 「掌」                                 | さだまさし | さだまさし |      |      |

- グレープ
  - さだまさし
  - 吉田政美
- ピアノ：倉田信雄
- パーカッション：木村キムチ誠
- ギター：田代耕一郎
- ベース：平石カツミ

## 二夜「工務店ナイト」
倉田信雄が音楽監督を務め、専属のさだ工務店メンバーとコーラス3名による構成。大ネタは「バイト〜!!」。
| #   | タイトル                             | 作詞       | 作曲       | 編曲 | 備考 |
| --- | ------------------------------------ | ---------- | ---------- | ---- | ---- |
| 1.  | 「長崎小夜曲」                       | さだまさし | さだまさし |      |      |
| 2.  | 「破」                               | さだまさし | さだまさし |      |      |
| 3.  | 「さだ工務店のテーマ2020」           |            | さだ工務店 |      |      |
| 4.  | 「トーク1)今夜はザ・ヒットパレード」 |            |            |      |      |
| 5.  | 「雨やどり」                         | さだまさし | さだまさし |      |      |
| 6.  | 「秋桜」                             | さだまさし | さだまさし |      |      |
| 7.  | 「トーク2)「秋桜」誕生秘話」         |            |            |      |      |
| 8.  | 「案山子」                           | さだまさし | さだまさし |      |      |
| 9.  | 「関白宣言」                         | さだまさし | さだまさし |      |      |
| 10. | 「トーク3)「バイト〜!!」」           |            |            |      |      |
| 11. | 「北の国から〜遙かなる大地より〜」   |            | さだまさし |      |      |

| #   | タイトル                                                         | 作詞       | 作曲       | 編曲 | 備考 |
| --- | ---------------------------------------------------------------- | ---------- | ---------- | ---- | ---- |
| 1.  | 「道化師のソネット」                                             | さだまさし | さだまさし |      |      |
| 2.  | 「トーク4)まず話をしよう」                                       |            |            |      |      |
| 3.  | 「キーウから遠く離れて」                                         | さだまさし | さだまさし |      |      |
| 4.  | 「あと1マイル」                                                  | さだまさし | さだまさし |      |      |
| 5.  | 「防人の詩」                                                     | さだまさし | さだまさし |      |      |
| 6.  | 「トーク5)歌は受け取る人の心で変わる」                           |            |            |      |      |
| 7.  | 「セロ弾きのゴーシュ」                                           | さだまさし | さだまさし |      |      |
| 8.  | 「いのちの理由」                                                 | さだまさし | さだまさし |      |      |
| 9.  | 「トーク6)今回のコンサートは力業」                               |            |            |      |      |
| 10. | 「まほろば」                                                     | さだまさし | さだまさし |      |      |
| 11. | 「落日」                                                         | さだまさし | さだまさし |      |      |
| 12. | 「マイアミの歓喜もしくは開運〜侍ジャパンと栗山英樹監督に捧ぐ〜」 | さだまさし | さだまさし |      |      |
| 13. | 「残春」                                                         | さだまさし | さだまさし |      |      |

- さだまさし
- ピアノ：倉田信雄
- オーボエ：庄司さとし
- パーカッション：木村キムチ誠
- ギター：田代耕一郎
- ドラム：島村英二
- チェロ：結城貴弘
- ベース：平石カツミ
- ヴァイオリン：藤堂昌彦
- エレキギター：YUMA HARA
- コーラス：比山貴咏史、木戸泰弘、斉藤妙子

## 三夜「管もナイト」
倉田信雄が音楽監督を務め、管楽器中心の編成による構成。大ネタは「妖怪かっ飛びジジイ」。
| #   | タイトル                                             | 作詞       | 作曲       | 編曲 | 備考 |
| --- | ---------------------------------------------------- | ---------- | ---------- | ---- | ---- |
| 1.  | 「夢の樹の下で」                                     | さだまさし | 倉田信雄   |      |      |
| 2.  | 「桜の樹の下で」                                     | さだまさし | さだまさし |      |      |
| 3.  | 「O.K!」                                             | さだまさし | さだまさし |      |      |
| 4.  | 「トーク1)今夜はマニアの日」                         |            |            |      |      |
| 5.  | 「APRIL FOOL」                                       | さだまさし | さだまさし |      |      |
| 6.  | 「パンプキン・パイとシナモン・ティー〜ローズ・パイ」 | さだまさし | さだまさし |      |      |
| 7.  | 「トーク2)愛しの車掌さん」                           |            |            |      |      |
| 8.  | 「がんばらんば」                                     | さだまさし | さだまさし |      |      |
| 9.  | 「ハックルベリーの友達」                             | さだまさし | さだまさし |      |      |
| 10. | 「トーク3)「妖怪かっ飛びジジイ」」                   |            |            |      |      |

| #   | タイトル                                   | 作詞       | 作曲       | 編曲 | 備考 |
| --- | ------------------------------------------ | ---------- | ---------- | ---- | ---- |
| 1.  | 「明日咲く花」                             | さだまさし | さだまさし |      |      |
| 2.  | 「ひまわり」                               | さだまさし | さだまさし |      |      |
| 3.  | 「トーク4)敵のいのちも大切に」             |            |            |      |      |
| 4.  | 「上海物語」                               | さだまさし | さだまさし |      |      |
| 5.  | 「フレディもしくは三教街-ロシア租界にて-」 | さだまさし | さだまさし |      |      |
| 6.  | 「トーク5)僕のフィルムの中にしかない中国」 |            |            |      |      |
| 7.  | 「ドレスコード」                           | さだまさし | さだまさし |      |      |
| 8.  | 「君は歌うことが出来る」                   | さだまさし | さだまさし |      |      |
| 9.  | 「ミスター・オールディーズ」               | さだまさし | 倉田信雄   |      |      |
| 10. | 「夢のつづき」                             | さだまさし | さだまさし |      |      |
| 11. | 「北の国から〜遙かなる大地より〜」         |            | さだまさし |      |      |

- さだまさし
- ピアノ：倉田信雄
- オーボエ：庄司さとし
- ドラム：島村英二
- ベース：平石カツミ
- エレキギター：YUMA HARA
- コーラス：比山貴咏史、木戸泰弘、斉藤妙子
- トランペット：奥村昌、二井田ひとみ
- トロンボーン：半田信英、野々下興一
- ホルン：藤田乙比古、熊井優
- サックス：Bob Sung、近藤和彦

## 四夜「弦もナイト」
渡辺俊幸が音楽監督を務め、管楽器中心の編成による構成。大ネタは「エレクトーン「ハイ!」事件」。
当日はヴァイオリニストの藤堂が誕生日で、お祝いされている。
| #  | タイトル                                             | 作詞       | 作曲       | 編曲 | 備考 |
| -- | ---------------------------------------------------- | ---------- | ---------- | ---- | ---- |
| 1. | 「序曲「未来へ」〜さだまさしに捧ぐ〜」               |            | 渡辺俊幸   |      |      |
| 2. | 「北の国から〜遙かなる大地より〜」                   |            | さだまさし |      |      |
| 3. | 「トーク1)「全曲アンコール」の日」                   |            |            |      |      |
| 4. | 「主人公」                                           | さだまさし | さだまさし |      |      |
| 5. | 「奇跡2021」                                         | さだまさし | さだまさし |      |      |
| 6. | 「トーク2)ウエハースから売り切れるアイスクリーム屋」 |            |            |      |      |
| 7. | 「舞姫」                                             | さだまさし | さだまさし |      |      |
| 8. | 「October〜リリー・カサブランカ〜」                  | さだまさし | さだまさし |      |      |

| #  | タイトル                                               | 作詞       | 作曲       | 編曲 | 備考 |
| -- | ------------------------------------------------------ | ---------- | ---------- | ---- | ---- |
| 1. | 「トーク3)直純さんと「親父の一番長い日」」             |            |            |      |      |
| 2. | 「親父の一番長い日」                                   | さだまさし | さだまさし |      |      |
| 3. | 「トーク4)エレクトーン「ハイ!」事件 23.8.2バージョン」 |            |            |      |      |
| 4. | 「晩鐘」                                               | さだまさし | さだまさし |      |      |
| 5. | 「青の季節」                                           | さだまさし | さだまさし |      |      |

| #  | タイトル                                      | 作詞       | 作曲       | 編曲 | 備考 |
| -- | --------------------------------------------- | ---------- | ---------- | ---- | ---- |
| 1. | 「トーク5)アンコール公演への決意」            |            |            |      |      |
| 2. | 「空蝉」                                      | さだまさし | さだまさし |      |      |
| 3. | 「修二会」                                    | さだまさし | さだまさし |      |      |
| 4. | 「トーク6)これからは毎年が「お祭り」ですよ!」 |            |            |      |      |
| 5. | 「私の小さな歌」                              | さだまさし | さだまさし |      |      |
| 6. | 「なつかしい未来」                            | さだまさし | さだまさし |      |      |
| 7. | 「風に立つライオン」                          | さだまさし | さだまさし |      |      |
| 8. | 「虹〜ヒーロー〜」                            | さだまさし | さだまさし |      |      |

- さだまさし
- アレンジ、指揮：渡辺俊幸
- ピアノ：倉田信雄
- オーボエ：庄司さとし
- フルート：高桑英世
- パーカッション：木村キムチ誠
- ギター：田代耕一郎
- ドラム：島村英二
- ベース：平石カツミ
- エレキギター：YUMA HARA
- コーラス：比山貴咏史、木戸泰弘、斉藤妙子
- strings：藤堂昌彦ストリングス
- ヴァイオリン：藤堂昌彦、徳永友美、漆原直美、石亀協子、伊能修、村井俊朗、亀田夏絵、加藤光貴
- ヴィオラ：大沼幸江、榎戸崇浩
- チェロ：徳澤青弦、榎本有彩
- コントラバス：赤池光治